# آر تي العربية
روسيا اليوم وتلفظ آر تي (بالإنجليزية: RT) هي قناة إخبارية فضائية روسية تبث برامجها باللغة العربية، بدأ بث القناة باللغة العربية في 4 أيار 2007، وتتبع محطة روسيا اليوم إلى مؤسسة «تي في – نوفوستي» المستقلة غير التجارية.
وتعد قناة روسيا اليوم قناة إخبارية ويتضمن برنامج بث القناة الأخبار السياسية والاقتصادية والثقافية والرياضية إضافة إلى الأفلام الوثائقية والجولات الصحافية والتحقيقات المصورة.
تبث القناة على مدار الـ 24 ساعة يوميا خلال سبعة أيام في الأسبوع. ويتم بث برامج القناة من موسكو بواسطة عدد من الأقمار الصناعية وهي BADR 4،HotBird-6،Nilesat 103 وبطريقة أون لاين على الموقع الألكتروني كما يستطيع زوار YouTube يوتيوب الإطلاع على برامج قناة «روسيا اليوم» عبر قناتها الخاصة ويستطيع أكثر من 350 مليون مشاهد في بلدان الشرق الأوسط وشمال إفريقيا وأوروبا تلقي البث التلفزيوني للقناة الفضائية.

## فريق القناة
يتألف فريق قناة «روسيا اليوم» من صحفيين ومترجمين ومستشرقين من الروس والعرب المحترفيين.
وتوجد مكاتب للقناة في أوروبا (باريس ولندن) والشرق الأوسط (بغداد ودمشق وبيروت وغزة والقدس والقاهرة ورام الله) وفي الولايات المتحدة (واشنطن ونيويورك). وتتطور شبكة المراسلين المستقلين في روسيا وفي رابطة الدول المستقلة وبلدان الشرق الأوسط.
تتكون هيئة تحرير القناة من إدارة الأخبار وإدارة البرامج وإدارة الأفلام الوثائقية والتحقيقات المصورة ومكتب تحرير البث عبر الإنترنيت وهيئة كبير مخرجي القناة التي تؤمن عمل القناة من الناحية الفنية.

## إدارة الإخبار
تعتبر الأخبار أساسا لبث قناة «روسيا اليوم» حيث تقدم آخر أهم الأخبار في روسيا والعالم.
إضافة إلى ذلك تقدم أخبارا اقتصادية ورياضية وثقافية في نشرات مستقلة.
تتطرق الأخبار الاقتصادية إلى أوضاع الاقتصاد الروسي والعالمي وقضايا التعاون الدولي في هذا المجال وخاصة العلاقات الروسية العربية. وتتم تغطية أخبار الأسواق المالية الروسية والبورصات ومؤشراتها الأساسية وأسعار العملات العالمية والمعادن الثمينة بصورة واسعة.
تركز الأخبار الرياضية الاهتمام بشكل رئيسي على الأحداث الرياضية الروسية ومشاركة الرياضيين الروس في المسابقات الدولية، وحياة الأبطال بمن فيهم القدامى ومختلف المدارس الرياضية الروسية، ونتائج الدوري المحلي بكرة القدم والسلة والألعاب الأخرى التي تثير اهتمام المشاهد العربي، إضافة إلى سير التحضير لأولمبياد سوتشي الشتوي عام 2014.
تعنى أخبار الثقافة بالمعارض والحفلات الموسيقية والمهرجانات. كما تغطى الأحداث الثقافية العربية والروسية.
جولة في الصحافة: هذه الجولة حول أهم ما جاء في وسائل الإعلام الروسية المقروءة. كما توجد نسخة موسعة من الموجز في موقع الإنترنت.

## إدارة البرامج
- أصحاب القرار برنامج خاص يستضيف عادة شخصية بارزة من كبار المسؤولين الروس أو الأجانب.
- حديث اليوم برنامج مقابلات مع رجال السياسة والخبراء والاقتصاديين ورجال الثقافة وغيره. شخصيات ظريفة.. ومحادثات شيقة.
- برنامج بانوراما برنامج حواري يومي مدته 26 دقيقة تتطرق المناقشة فيه إلى جوانب مختلفة من الحياة السياسية والاقتصادية والاجتماعية والثقافية وغيرها من المجالات في روسيا والمنطقة العربية والعالم بشكل يتيح المشاهد امتلاك صورة متكاملة عن موضوع المناقشة ولا يخلو أحياناً من تضارب وجهات النظر. يقدمه المذيع أرتيوم كابشوك.
- '''برنامج حصاد الأسبوع''' هو برنامج إخباري تحليلي يلقي الضوء خلال 28 دقيقة على أهم أحداث الأسبوع.
- برنامج نبض المستقبل يتناول شؤون العلوم وتنوعها في روسيا. وتستعرض المواضيع الرئيسة لحلقات البرنامج قضايا التعليم والطب ومسارات الأبحاث العلمية والتكنولوجيا الحديثة على أصعدة مختلفة، انطلاقا مما تركه العلماء السوفيت من تراث للأجيال الجديدة في روسيا الاتحادية.
- برنامج رشفات برنامج ادبي يحاول الربط بين الأدب الروسي والعربي يقدمه الشاعر السوري أيمن أبو الشعر
- «برنامج استوديو القاهرة» «استوديو القاهرة» برنامج يناقش القضايا المصرية والعربية يقدمه الزميل حسين عبد الغني من القاهرة ويبث كل خميس في الساعة 20:00 بتوقيت موسكو (الساعة 20:00 بتوقيت مكة المكرمة).

«أستوديو بيروت» برنامج يناقش القضايا اللبنانية والعربية يقدمه عمر الصلح من بيروت ويبث كل يوم خميس في الساعة 20:00 بعد موجز الأنباء بتوقيت موسكو (الساعة 20:00 بتوقيت مكة المكرمة).
- برنامج رحلة في الذاكرة برنامج تاريخي يناقش عبر حوارات مع ضيوفه من دبلوماسيين وعسكريين ورجال استخبارات وعلماء وصحفيين وغيرهم ممن شهد أو شارك مباشرة في الأحداث المصيرية التي تركت بصمات واضحة على مسار التاريخ الحديث. وسيتمكن مشاهدو قناة «روسيا اليوم» من خلال هذا البرنامج من الحصول على معلومات فريدة من نوعها عن أهم أحداث ووقائع العصر.
- برنامج حكايات الشباب يتحدث عن حياة الشباب في روسيا والعالم العربي والقضايا التي تثير قلقهم وكيفية معالجتها. ويستضيف الاستديو عادة أبرز وألمع ممثلي الجيل الشاب. كما يقوم فريق التصوير بزيارات ميدانية للاستئناس بما يقوله الشباب أو الأخصائيون. وإلى جانب أبطال البرنامج يشارك في بحث القضية خبراء وشخصيات اجتماعية وشباب من المجتمع، يناقشون بين مؤيد ومعارض مختلف القضايا ويبحثون عن حلول وسط.. برنامج حكايات الشباب يدعوك أيضاً للحديث.
- برنامج مشاهدات يقدمه أشرف سرحان يعمل على هدم التصور الشائع وغير الصحيح عن الحياة في روسيا، حيث ان التعرف عن قرب على الروس وتقاليدهم وثقافتهم يمكن أن يكشف أمورا شيقة قد تكون خافية على البعض وتختلف كثيرا عن كل ما عرف سابقا.

كذلك يمكنكم مشاهدة التسجيلات الكاملة للبرامج القديمة:
- حدث وتعليق - يناقش ضيوف مختصون خلاله أهم حدث في ذلك اليوم.
- برنامج زووم هو ريبورتاج خاص يدور الحديث فيه حول أحداث بارزة وظواهر استثنائية الطابع وعن أشخاص بسطاء ومشهورين عايشوا مواقف بالغة الصعوبة.

برنامج روسيا من الداخل هو مجلة تلفزيونية تتحدث عما يجري في أقاليم روسيا ويتضمن أيضا ذكر الأخبار الساخنة. وبعد التعرف على الحياة في أقاليمنا سيتمكن المشاهد من تفهم ماهية روسيا الحقيقية وكيف تنعكس القرارات المتخذة في عاصمة البلاد على حياة الناس البسطاء. ويتم في أثناء إعداد هذا البرنامج إشراك عدد كبير من المراسلين المستقلين الذين يتعاونون مع القناة.
برنامج لقاء الأسبوع - لا يتحدث هذا البرنامج عن الأحداث وإنما عن الشخصيات المتنفذة في عالمنا هذا، سواء كان الشخص المعني سياسيا أو خبيرا في الاقتصاد أو عاملا في مجال الثقافة أو مبتكرا موهوبا بإمكانه أن يكون بطلا لهذا البرنامج.

## إدارة الأفلام الوثائقية والتحقيقات المصورة
في كل يوم تسنح الفرصة للمشاهد لمعرفة شيء جديد حول روسيا وحول تاريخها وجغرافيتها وتقاليدها وكذلك فرصة التعرف على سكانها القدامى والمعاصرين على السواء. وتتطرق الأفلام الوثائقية والتحقيقات المصورة إلى نواح مختلفة من الحياة في روسيا.

## مشاريع خاصة
- منتديات روسيا اليوم: وهومنتدى سياسي، يضم أقسامًا متنوعة. (http://forum.rtarabic.com).
- دليل الجامعات الروسية: الدليل عبارة عن أول مرجع باللغة العربية حول الجامعات والمعاهد العليا في روسيا، به: أسماء الجامعات مع الصور، قائمة الكليات، أنواع التخصصات الموجودة، التصنيف حسب المدينة، أسعار الدراسة، وجميع معلومات القبول والاتصال بالجامعة. والدليل في تطور دائم، وتضاف له المدخلات بشكل يومي. (http://study.rtarabic.com)
- دروس اللغة الروسية: سلسلة دروس عن اللغة الروسية (http://russian.rtarabic.com/lessons).
- المكتبة الروسية: مجموعة من الكثب الأدبية الروسية وتحتوي الآن على مجموعة من الكتب ولا زالت قيد التطوير http://books.rtarabic.com/

## الإعلاميين
- سلام مسافر
- آنا كنيشنكو
- كريستينا قديروفا

## وصلات خارجية
- روسيا اليوم
- روسيا اليوم مباشر